# Tropidonotacris carinatus
Tropidonotacris carinatus är en insektsart som beskrevs av Lucien Chopard 1954. Tropidonotacris carinatus ingår i släktet Tropidonotacris och familjen vårtbitare. Inga underarter finns listade i Catalogue of Life.